# Efua Traoré

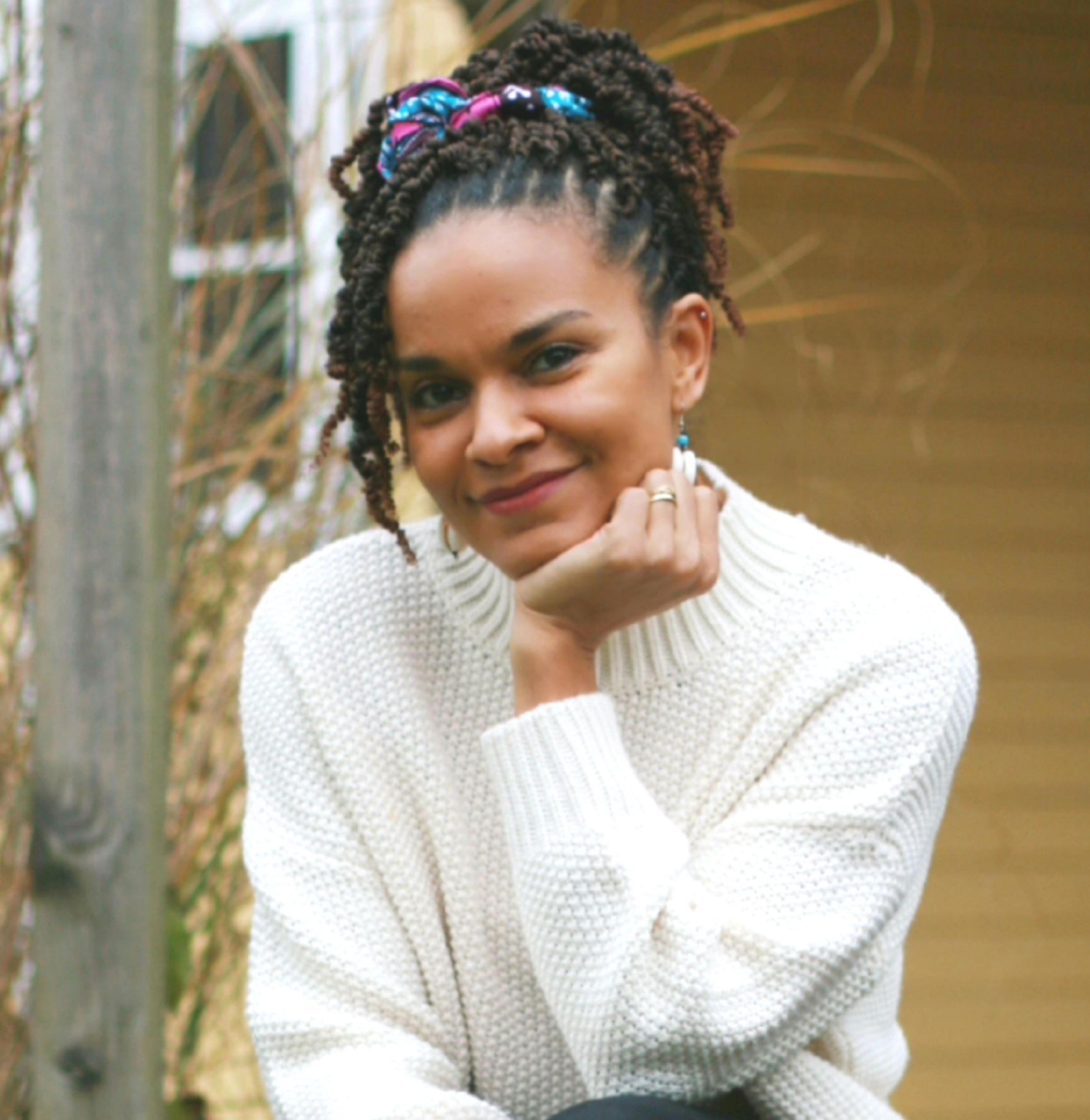
Efua Traoré, November 2020

Efua Traoré (geboren im 20. Jahrhundert) ist eine nigerianisch-deutsche Schriftstellerin, die Kinder- und Jugendliteratur verfasst. Im Jahr 2018 erhielt sie den Commonwealth Short Story Prize for Africa für die Kurzgeschichte True Happiness. Ihr erster Roman Children of the Quicksands wurde 2019 mit dem renommierten The Times/Chicken House Prize ausgezeichnet.

## Leben und beruflicher Werdegang
Efua Traorés Mutter ist Deutsche, ihr Vater Nigerianer. Ihr Name Efua ist Esan und bedeutet Licht oder Sonnenschein.
Sie wuchs in Ekpoma, einer damals noch kleinen Stadt im Süden Nigerias auf. Als sie 14 Jahre alt war, zogen ihre Eltern mit den vier Kindern nach Lagos. Im Alter von 18 Jahren kam Traoré zum Studium nach Europa. Dort lebte sie zunächst zehn Jahre in Hamburg, studierte dort und in Bordeaux Betriebswirtschaftslehre und arbeitete nach dem Studienabschluss als Diplomkauffrau einige Jahre in der Marktforschung.
Während einer familienbedingten Auszeit fand sie zum Schreiben. In welcher Sprache ihre Texte entstehen, hängt vom Ort der Handlung ab. Spielt diese in Nigeria, so entsteht ein Text in englischer Sprache. Spielt der Text in Deutschland oder anderswo in Europa, so verfasst Traoré ihn auf Deutsch. Die Vermittlung zwischen Mythos und Wirklichkeit, aber auch zwischen afrikanischer und westeuropäischer Kultur ist ein Grundzug ihres Werks.
Efua Traoré lebt mit ihrer Familie in München.

## Werk
In Traorés preisgekrönter Kurzgeschichte True Happiness stellt ein dreizehnjähriger Junge angesichts seiner eigenen Lebensrealität die Definition in Frage, die sein Pastor ihm von Glück gibt.
Traorés erster, mehrfach ausgezeichneter Kinderroman Children of the Quicksands ist von Kindheitserlebnissen und von der Magie in den Legenden der Mythologie der Yoruba inspiriert, die den Naturelementen einen hohen Stellenwert einräumen. In Traorés Roman schlug sich dies in den rivalisierenden Figuren Oshun, Göttin der Wasser, und Oyá, Göttin der Winde, nieder. Hauptfigur ist die dreizehnjährige Simi, die in einer nigerianischen Großstadt aufwächst. Ihre Großmutter Iyanla, die in einem Dorf lebt, kennt sie gar nicht. Als Simi ihre Schulferien bei ihr verbringen soll, taucht sie unfreiwillig in eine fremde, abgelegene Welt ohne Internet, Telefon und Fernsehen ein. Ihre Großmutter heilt die Dorfbewohner mit Kräutern, steht nach Meinung der Dorfbewohner mit der Göttin Oshun in Verbindung und wird hoch geachtet. Doch zur Familiengeschichte schweigt sie. Simi vermutet ein Familiengeheimnis und macht sich gegen den Willen ihrer Großmutter auf die Suche. Ihr fantastisches Abenteuer beginnt, als sie im roten Treibsand eines verbotenen Sees zu versinken droht. Dabei spielt sich Simis Geschichte, wie auch alle anderen Texte Traorés, zum größten Teil in der Realität ab, nur kleine Teile sind in einer magischen Welt angesiedelt. Weil Simi Zugang zu beiden Sphären hat, kann sie ein altes Trauma erfassen. Als Simi ihrer Mutter, die besorgt zu ihr gereist ist, ihre Erkenntnisse offenbart, kann bei dieser ein Heilungsprozess beginnen.
Der Roman The House of Shells (2022) ist inspiriert durch die Yoruba-Legende der Abiku, Kinder aus der Geisterwelt, die in menschliche Familien hineingeboren werden. Die Geschichte handelt von einer besonderen Freundschaft zwischen zwei Mädchen, die sich ihrer Angst und einem alten Fluch stellen müssen.
Sister Spirit (2024) ist ein Roman für Jugendliche. Die 16-jährige Tara lebt bei ihren Adoptiveltern in Großbritannien. Sie findet heraus, dass der in ihrem Albträumen immer wieder vorkommende Fels der Olumo Rock in Nigeria ist, der als heilig gilt. Tara erreicht, dass sie für ein Jahr in ein Internat bei diesem Felsen gehen darf und entdeckt dort ein Familiengeheimnis.
2019 erhielt sie das Münchner Literaturstipendium zur Fertigstellung des Jugendbuchprojekts Die Hüter des Schlafes.

## Werke
- 2021: True Happiness. Kurzgeschichte. Granta Verlag.[8]
- 2021: Children of the Quicksands. Roman. Chicken House Ltd., Bristol, Taschenbuchausgabe ISBN 978-1-913322-36-6, Hardcover (2022) ISBN 978-1-338-78192-2, E-Book (2021), Audiobook (Scholastic Inc., 2022), ungekürzte Lesung, ISBN 978-1-338-81456-9; Deutsch: Kinder des Treibsands. Übersetzt von Efua Traoré. Karibu Kinderbuchverlag, München 2024, ISBN 9783961293698[9], erschienen in Großbritannien und Irland, den USA, in China, Nigeria, den Niederlanden und Frankreich.[10][1]
- 2022: The House of Shells. Roman. Chicken House Ltd., Bristol 2022, ISBN 978-1-913696-71-9
- 2024: Sister Spirit. Roman. Zephyr Verlag, Hamburg. ISBN 978-1-0359-0757-1[11]

## Auszeichnungen und Ehrungen
- 2018: Commonwealth Short Story Prize for Africa für die Kurzgeschichte True Happiness[12]
- 2019: The Times/Chicken House Prize für das Manuskript von Children of the Quicksands[12]
- 2019: Literaturstipendium des Kulturreferats München (6.000 Euro) für das Jugendbuchprojekt Die Hüter des Schlafes[13]
- 2021: Notable African Books für Children of the Quicksands[14]
- 2021: Auszeichnung als eines der 42 besten Kinderbücher für Children of the Quicksands, The  Sunday Times[15]
- 2021: Auszeichnung als eines der besten Kinderbücher 2021 für Children of the Quicksands, The Guardian[16]
- 2022: Shortlist für den Waterstones Childrens’ Book Prize für Children of the Quicksands[17]
- 2023: Zilveren Griffel für Children of the Quicksands[18]